# ドリラ・モロニー
ドリラ・モロニー（Drilla Moloney、本名：ダニエル・ジョセフ・モロニー（Daniel Joseph Moloney）、1997年2月9日 - ） は、イギリスの男性プロレスラー。ウェスト・ミッドランズ州バーミンガム出身。新日本プロレス所属。

## 来歴
2013年2月8日、15歳で母国のイギリスでインディー団体『プログレス・レスリング』をプロデビュー。

### WWE（2017-2021）

#### NXT UK
2017年1月14日、WWEのNXT UK『WWE英国王座トーナメント』でダン・モロニーとしてデビューし、第1ラウンドでマーク・アンドリュースに敗れ敗退。
2021年、WWEを退団。

### プログレス・レスリング（2018-現在）
2018年12月8日、プログレス・レスリング『PROGRESS Chapter 80: Gods And Monsters』でデビューし、トレント・セブンとのプログレス・アトラス王座に挑戦するも敗戦。

### レボリューション・プロレスリング（2019-現在）
2019年7月7日、レボリューション・プロレスリングを主戦場で参戦。

### 新日本プロレス（2023-現在）

#### UNITED EMPIRE
2023年3月26日、新日本プロレスに入団しウィル・オスプレイの勧誘を受けて、UNITED EMPIREに加入。
2023年4月27日、BEST OF THE SUPER Jr.30に初出場し、4勝5敗と負け越した。

#### BULLET CLUB
2023年6月4日、新日本プロレス『DOMINION 6.4 in OSAKA-JO HALL』大阪府・大阪城ホールにて、クラーク・コナーズとともにIWGPジュニアタッグ王座を防衛したばかりのCatch 2/2（TJP＆フランシスコ・アキラ組）を襲撃、リングネームをドリラ・モロニーと変更しBULLET CLUBへ加入、同日、デビッド・フィンレー、ゲイブ・キッド、アレックス・コグリンとWAR DOGSを結成。

#### WAR DOGS
2023年7月4日、新日本プロレス『レック Presents NJPW STRONG INDEPENDENCE DAY』後楽園ホール大会にて、コナーズとのタッグでCatch 2/2組に勝利し、第73代IWGPジュニアタッグ王座を奪取。
2024年2月4日、新日本プロレス『Road to THE NEW BEGINNING』後楽園ホール大会にて、第75代IWGPジュニアタッグ王座を奪取。
2025年2月、ヘビー級転向。

## 得意技
ドリラ・キラー

## タイトル歴
新日本プロレス
- IWGPジュニアタッグ王座 : 2回（第73代、75代）（パートナーはクラーク・コナーズ）

## 入場テーマ曲
- Drilla V2（2023年6月 - 2024年3月）
- LOCKJ44W（2024年4月 - 現在）